# Stefan Karadzja (Silistra)
Stefan Karadzja (Bulgaars: Стефан Караджа) is een dorp in het noordoosten van Bulgarije, gelegen in de gemeente Glavinitsa in de oblast Silistra. Het dorp ligt ongeveer 48 km ten zuidwesten van de stad Silistra en 306 km ten noordoosten van de hoofdstad Sofia.

## Bevolking
In de eerste volkstelling van 1934 registreerde het dorp 695 inwoners. Dit groeide tot een officiële hoogtepunt van 1.226 inwoners in 1985. Sindsdien neemt het inwonersaantal af. Op 31 december 2019 telde het dorp 633 inwoners.
Van de 697 inwoners reageerden er 653 op de optionele volkstelling van 2011. Van deze 653 respondenten identificeerden 377 personen zichzelf als Bulgaarse Turken (57,7%), 253 als etnische Bulgaren (38,7%) en de rest van de respondenten waren ondefinieerbaar.
Van de 697 inwoners in februari 2011 werden geteld, waren er 140 jonger dan 15 jaar oud (20,1%), gevolgd door 395 personen tussen de 15-64 jaar oud (56,7%) en 162 personen van 65 jaar of ouder (23,2%).